# Poros
Poros (tiếng Hy Lạp: ?) là một khu tự quản ở vùng Attiki, Hy Lạp. Khu tự quản Poros có diện tích 50 km², dân số theo điều tra ngày 18 tháng 3 năm 2001 là 4282 người.